# Shikishi

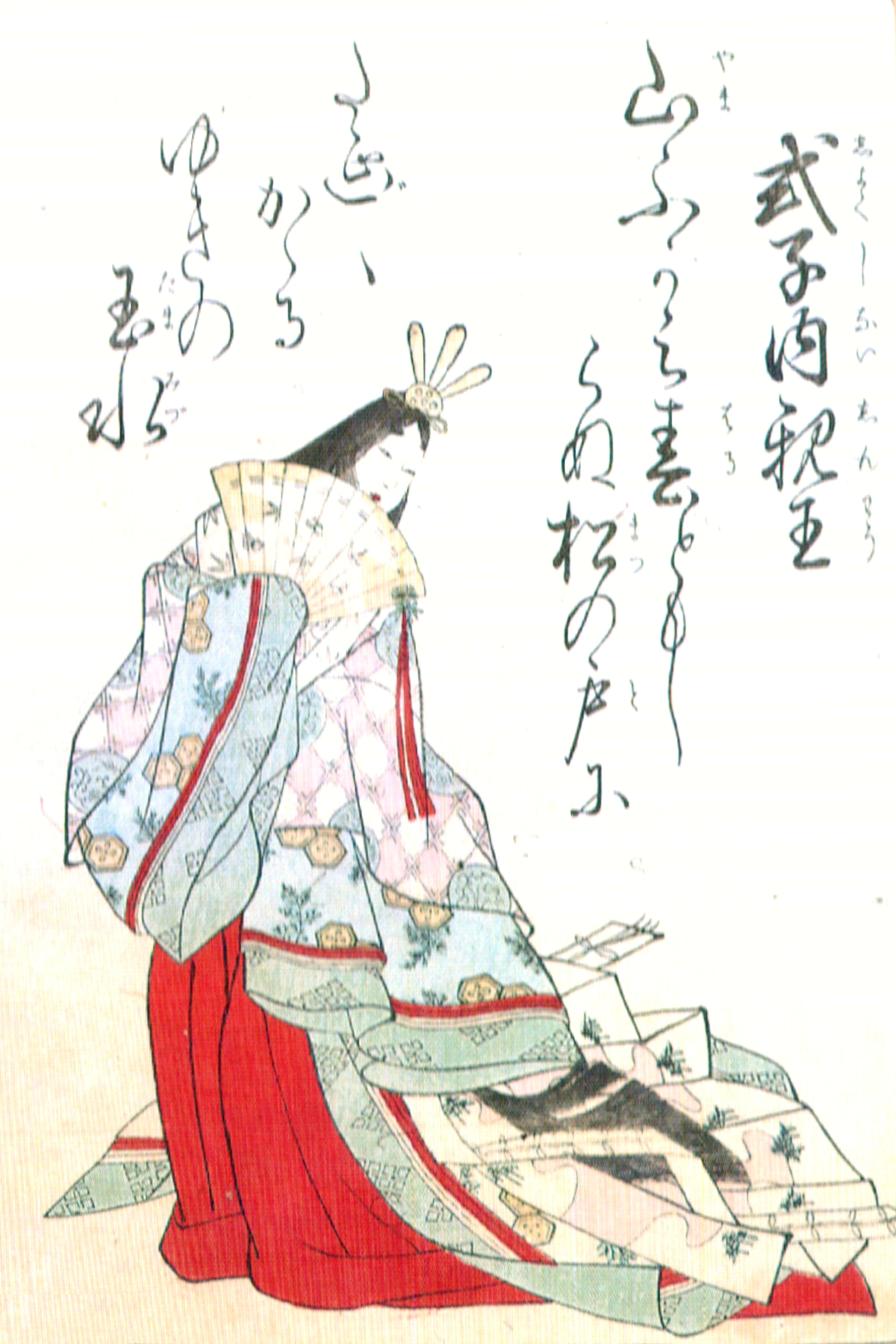
Shikishi

Shikishi (auch 式子内親王 Shikishi bzw. Shokushi Naishinnō, * unbekannt; † 1. März 1201) war eine japanische Dichterin und Bhikkhuni, die in der späten Heian- und Kamakura-Periode lebte.
49 ihrer Gedichte sind im Shinkokin-wakashū überliefert, während andere Werke Shikishis im Senzai-wakashū aufgenommen wurden.
Ihr Name wird manchmal als Shokushi (nach On-Lesung) ausgesprochen. Moderne Lesarten ihres Namens sind Shikiko (eine Mischung aus On- und Kun-Lesung) und Noriko (nach Kun-Lesung). Ihr Titel Naishinnō heißt übersetzt „Imperiale Prinzessin“.

## Leben
Shikishi wurde als dritte Tochter des Tennō Go-Shirakawa geboren. Das genaue Geburtsdatum Shikishis ist nicht eindeutig geklärt. Shikishi, die nie heiratete, wurde Priesterin des Kamo-Schreins und war später Saiin. Dieses Amt führte Shikishi für zehn Jahre aus.
Sie lernte unter dem Poeten Fujiwara no Shunzei. Um 1180 wandte sie sich dem Buddhismus zu und wurde unter dem Namen Shōnyobō Gläubige des Amitabha-Buddhismus. 49 Gedichte Shikishis wurden in die Waka-Anthologie Shinkokin-wakashū aufgenommen. Rund 400 Gedichte konnten ihr zugeordnet werden.
Shikishi starb im Jahr 1201.

### Belege
1. ↑  Princess Shikishi. In: Lapham’s Quarterly. Abgerufen am 27. März 2024 (englisch).
2. 1 2 3 4  Gereon Kopf: The Dao Companion to Japanese Buddhist Philosophy. Springer Netherlands, ISBN 978-90-481-2924-9, The Second Strand: The Grace of Amida Buddha, S. 749, 107–114 (englisch).
3. ↑  Princess Shokushi. In: Wakapoetry.net. Abgerufen am 27. März 2024 (englisch).
4. 1 2  Hiroaki Sato: Japanese Women Poets: An Anthology. Taylor & Francis, 2014, ISBN 978-1-317-46696-3, S. 592 (englisch).
5. ↑  Steven D. Carter: Traditional Japanese Poetry: An Anthology. Stanford University Press, 1991, ISBN 978-0-8047-2212-4, S. 514, 126 (englisch).

| Personendaten    | Personendaten                      |
| ---------------- | ---------------------------------- |
| NAME             | Shikishi                           |
| ALTERNATIVNAMEN  | Shokushi Shokushi Naishinnō        |
| KURZBESCHREIBUNG | japanische Dichterin und Bhikkhuni |
| GEBURTSDATUM     | 12. Jahrhundert                    |
| STERBEDATUM      | 1. März 1201                       |